# Tammy Homolka
Tammy Lyn Homolka (1 de enero de 1975 - 24 de diciembre de 1990) fue la hermana menor y víctima de los asesinos canadienses Karla Homolka y su pareja, Paul Bernardo.
Tammy creció en la ciudad de St. Catharines, Ontario. Era conocida por sus habilidades atléticas y participaba con avidez en una variedad de deportes, incluyendo fútbol, que era su favorito. Era una estudiante de Grado 10 en Sir Winston Churchill Secondary School en St. Catharines en el momento de su muerte. 
El 24 de diciembre de 1990, a menos de dos semanas de cumplir los 16 años de edad, Karla Homolka y su novio, Paul Bernardo, suministraron a Tammy un ponche con Halcion, un sedante. Cuando perdió el conocimiento, los dos la violaron. Tammy Homolka se enfermó mientras estaba sedada y murió. Después de intentos fallidos en revivirla, Karla cubrió la evidencia del asalto y llamó a una ambulancia. Su causa oficial de muerte fue su propio vómito, y se creyó en el momento que había sido un accidente.
Después que Paul Bernardo y Karla Homolka fueron arrestados por los asesinatos de Leslie Mahaffy y Kristen French, el cuerpo de Tammy Homolka fue exhumado y Bernardo fue posteriormente juzgado y condenado por su asesinato.

## Obsesión peligrosa
Desde el comienzo de su relación, Homolka se dio cuenta de que Bernardo había tomado un cariño especial con Tammy. A menudo le solía prestar especial atención, e incluso llegó tan lejos en tener a su novia pretendiendo ser su hermana durante las relaciones sexuales. En otros casos, él miraba secretamente a Tammy desvestirse desde fuera de la casa Homolka, y se masturbaba mientras miraba.
En septiembre de 1990, mientras su relación progresaba, Bernardo comenzó a presionar a Homolka para permitirle tener sexo con Tammy, ofreciéndole su virginidad. Eventualmente se puso de acuerdo y obtuvo una botella de Halotano (un líquido anestésico general) de la clínica veterinaria donde trabajaba, que luego sería utilizado para sedar a Tammy durante la violación. El 23 de diciembre de 1990, Tammy fue drogada con una combinación de Halotano y alcohol, desmayándose en la habitación familiar en el sótano de la familia Homolka. Los padres de Homolka y su hermana Lori estaban arriba durmiendo en ese momento.
Filmaron la violación entera, turnándose con la cámara, utilizando el halotano para mantener a Tammy inconsciente. 
En 2001, la revista Elm Street publicó un artículo en que daba a entender que la evidencia forense demostraba que la muerte de Tammy no había sido un accidente y que su hermana había administrado deliberadamente una sobredosis de halotano. La revista describió a Karla como "narcisista maligna" que estaba tan indignada por la atracción de su novio hacia su hermana que tomó medidas para eliminar a Tammy de sus afectos de manera permanente.

## Implicaciones de acuerdo con el fiscal de Karla
El 26 de febrero de 1993, el abogado de la defensa y la Corona comenzaron las negociaciones sobre una condena de 10 años por Karla, a cambio de su testimonio y divulgación completa de todos los crímenes. En el momento, el papel que ella y Paul interpretaron en la muerte de Tammy era desconocido. Cuando fue admitida para la evaluación psquiátrica en marzo de 1993, Karla confesó en una carta a sus padres sobre su participación en la muerte de Tammy.
Cuando el acuerdo de culpabilidad se terminó, la sentencia de 10 años estaba intacta, con dos años adicionales por la muerte de Tammy. Fue condenada a 12 años el 6 de julio de 1993.